# Bibliothèque de l'université polytechnique Hauts-de-France
La bibliothèque de l'université polytechnique Hauts-de-France est un ensemble de quatre bibliothèques pluridisciplinaires créées en 1967 à Valenciennes, Cambrai et Maubeuge pour desservir l'université polytechnique Hauts-de-France.
Depuis 1986, ces bibliothèques travaillent en réseau au sein du Service commun de la documentation (SCD) de l'université. Chaque année, les bibliothèques de l'UPHF accueillent 255 000 entrées, prêtent 96 000 documents et forment 2 800 étudiants à la recherche d'information
Les collections de l'ensemble de ces bibliothèques sont classées selon la classification de la Bibliothèque du Congrès.

## Bibliothèque universitaire du Mont Houy

### Historique
La première bibliothèque universitaire de Valenciennes est celle de l'IUT de Valenciennes, ouverte en 1972. Elle comptait une salle au premier étage du bâtiment de l'IUT.
Le premier bâtiment spécifiquement consacré à l'accueil d'une bibliothèque universitaire a été construit en 1983. Il s'agit de l'actuel bâtiment "Josquin des Prés" sur le campus du Mont Houy. Le bâtiment d'origine forme le centre de la bibliothèque du Mont Houy (magasin et espaces internes du bâtiment). La superficie initiale était de 2 700 m2 pour environ 200 places.
La bibliothèque a connu 2 agrandissements successifs autour de ce cœur, en 1995 puis 2001. Depuis l'ouverture de la seconde extension le 5 mars 2001, la bibliothèque du Mont Houy couvre 5 500 m2 ouverts au public, pour environ 800 places assises.

### Collections
Les collections correspondent aux disciplines enseignées sur le campus du Mont Houy et sont complémentaires des autres bibliothèques : histoire, géographie, sciences de l’éducation, langue et littérature, français, anglais, allemand, espagnol, italien, cinéma, histoire de l’art jusqu’au XXe siècle, mathématiques, informatique, physique, chimie, physiologie, pratiques sportives, construction, transports, mécanique, électronique, audiovisuel, production industrielle, culture générale, études et métiers, insertion professionnelle, concours de l’enseignement…
Plusieurs fonds documentaires constitués en dehors de la bibliothèque ont été intégrés à celle-ci:

- ce fut ainsi le cas de la bibliothèque du laboratoire de mathématiques du Lamav, dont le fonds a rejoint la bibliothèque du Mont Houy.

- la bibliothèque de lettres-langues-sciences humaines de la Fllash a été intégrée au réseau du Service Commun de la Documentation en 2006, sous le nom de Bibliothèque Intégrée Matisse. Cette bibliothèque a ensuite fermé le 1er juillet 2011 et son fonds a rejoint à son tour la bibliothèque du Mont Houy.

#### Collections patrimoniales
Les héritiers de Jules Mousseron ont fait don à la bibliothèque du fonds Mousseron : c'est "un ensemble de documents choisis par les trois filles du "poète mineur" pour être donné en 1984 à l’Université de Valenciennes et du Hainaut-Cambrésis ; celle-ci, pour des raisons de conservation, le déposa à la Bibliothèque municipale le 1er janvier 2005. La collection, en cours de numérisation, regroupe plus de deux mille pièces dont deux carnets de travail autographes, 761 feuillets manuscrits de poèmes, des lettres et un important  ensemble de coupures de presse (1895 -1943)". Ce fonds reste la propriété de l'université de Valenciennes.
Une salle de la bibliothèque est dédiée au legs de l'historien médiéviste Robert Fossier.

### Personnel
La bibliothèque était tenue par 5 personnes en 1973. En 1990, elle comptait 8 personnels des bibliothèques et 2 personnels administratifs.
En 2012, 21 personnels des bibliothèques et 3 personnels administratifs travaillent à la BU du Mont Houy.

## Bibliothèque universitaire des Tertiales

### Historique
La première implantation de la bibliothèque universitaire de droit, économie et gestion date de 1987. Il s'agissait de préfabriqués installés rue des Canonniers dans le centre-ville de Valenciennes.
En octobre 1994, la bibliothèque s'est déplacée dans les anciens bâtiment de la gendarmerie, dans le bâtiment dit "des Canonniers", dans la rue du même nom. Le bâtiment faisait 600 m2 pour 50 places assises environ.
La bibliothèque a ensuite été déplacée dans l'actuelle caserne Ronzier en juin 1997, inaugurée le 12 juin 1998. Elle occupe toujours deux étages de l'aile gauche du bâtiment.

### Collections
Les collections sont développées en fonction des principales disciplines enseignées sur le campus des Tertiales, et sont complémentaires des autres bibliothèques : droit, économie, gestion, sciences politiques, arts du XXe siècle, culture générale, concours administratifs, reprise d'études, orientation et insertion professionnelle.
Le fonds documentaire en développement durable CAP 21 a rejoint la BU des Tertiales en 2010.

### Personnel
En 1987, la bibliothèque était tenue par 2 personnels des bibliothèques. En 1994, elle comptait 5 personnels. Elle en comptait 8 en 1997 lors de son déplacement à la caserne Ronzier.
En 2012, 12 personnels des bibliothèques et 1 personnel administratif travaillent à la BU des Tertiales.

## Bibliothèque universitaire de Cambrai
La bibliothèque universitaire de Cambrai est créée avec le centre universitaire de Cambrai, en 1986, et cogéré par l'université de Valenciennes et l'université Lille-II.
Les collections sont développées en fonction des principales disciplines enseignées à Cambrai et sont complémentaires des autres bibliothèques : histoire, géographie, patrimoine, français, anglais, allemand, espagnol, mathématiques, informatique, physique, chimie, agronomie, agroalimentaire, production industrielle, droit, économie, gestion, sociologie, management, marketing, poursuite d'études et insertion professionnelle...
En 2012, 2 personnels des bibliothèques travaillent à la BU de Cambrai.

## Bibliothèque universitaire de Maubeuge
Les collections sont développées en fonction des principales disciplines enseignées à Maubeuge  et sont complémentaires des autres bibliothèques : mathématiques, informatique, physique, chimie, cristallographie, métrologie, matériaux, management, documentation sur la poursuite d’études et l'insertion professionnelle...
En 2012, Un personnel des bibliothèques travaille à la BU de Maubeuge.

## Système d'information
La bibliothèque a connu différents systèmes pour gérer ses collections et les rapports avec ses usagers. Dans les années 1980, Mobibop permettait de gérer les prêts et Mobicat permettait le catalogage des collections en imprimant des fiches. À partir de 1990, Multilis est le premier système intégré de gestion de bibliothèque (SIGB) vraiment intégré du service. L'ensemble de la base de données de Multilis concernant le catalogue et les comptes des lecteurs a été versée dans le SIGB actuel, Millennium, en août 2004, pour une mise en service en 2005.
Les premières bases de données en ligne ont fait leur apparition en 1981-82, par un système de transmission sur ligne téléphonique. Le catalogue de la bibliothèque est consultable sur Internet depuis 1996 .
Un réseau de cédéroms a également existé, géré par Pulcra, jusqu'en 2006. Le catalogue du SCD de l'UPHF a intégré le catalogue collectif Sudoc en 2001.